# الفطيون
الفطيون الملك «عامر بن عامر بن ثعلبة» كان يهوديا، من نسل بني اسرائيل الفارين من فلسطين بعهد الشتات وملك يثرب في الجاهلية، فأكثر البغي. قتله مالك بن العجلان الخزرجي.

## نسبه
الفطيون، اسم عبراني. وكان اسمه: عامر بن عامر بن ثعلبة بن حارثة بن عمرو بن محرق بن عمرو مزيقيا بن عامر ماء السماء بن حارثة بن امريء القيس بن ثعلبة بن مازن بن الأزد بن الغوث بن نبت بن مالك بن زيد بن كهلان بن سبأ بن يشجب بن يعرب بن قحطان.